# Ischnura luta
Ischnura luta är en trollsländeart som beskrevs av Polhemus et al. 2000. Ischnura luta ingår i släktet Ischnura och familjen dammflicksländor. Inga underarter finns listade i Catalogue of Life.